# 1016-й стрелковый полк
1016-й стрелковый полк — воинская часть Красной армии, сформированное на территории МВО в июне 1941 года в составе 288-й стрелковой дивизии.

## История формирования полка
1016-й стрелковый полк был сформирован в селе Карабиха Ярославской области. Полк формировался из карел Калининской области. 3-й стрелковый батальон полка, численностью 680 человек, был целиком сформирован из карел Рамешковского района. Другие батальоны полка были сформированы из тверских карел разных карельских районов Калининской области.

## В Действующей армии
18 августа 1941 года перед дивизией была поставлена задача, занять оборону правого берега реки Волхов на рубеже Переход – Селищенский посёлок. В дальнейшем выйти к городу Чудову и закрепиться там. В тот же день дивизия выгрузилась из вагонов на станциях Дубцы, Гряды и Будогощь, маршем двинулась для занятия обороны восточного берега реки Волхов. 1016-й стрелковый полк находился во 2-м эшелоне дивизии. В ночь на 19 августа авангардные батальоны встретили части противника на правом берегу Волхова. В результате длительного боя к концу дня противник был отброшен за реку Волхов. Дивизия заняла рубеж обороны по линии Грузино – Селищенский посёлок, 1016-й стрелковый полк по-прежнему оставили во втором эшелоне на линии Дубцы – Папоротно. 23 августа 1941 года 1016-й стрелковый полк форсировал реку Волхов, и к 10 часам 24 августа занял село Марьино. Далее рассекреченные записи из журнала боевых действий 288-й стрелковой дивизии прерываются и возобновляются лишь с 1 января 1943 года. Из других источников известно, что в период с 22 октября 1941 года по 8 января 1942 года дивизия вела тяжелые оборонительные бои в районе населенных пунктов Грузино, Раменье и Межник Чудовского района Ленинградской области.
По сведениям поисковиков Маловишерского поискового отряда, в результате боев в период с 16 по 22 октября 1941 года в районе Малая Вишера-Грузино-Будогощь Чудовского района от 1016 стрелкового полка осталось в живых всего 172 человека. На этих позициях в Чудовском районе дивизия находилась до января 1944 года, участвуя с 28 января в освобождении от фашистов города Любани. В журнале боевых действий 1016-го стрелкового полка 288-й стрелковой дивизии указано, что 18 января 1944 года получен приказ следовать по маршруту Пролёт-Мелеховская-Новые Кириши-Драчёво. Сосредоточиться возле деревни Зенино Тосненского района Ленинградской области.
1016-й полк снялся с позиций и 19 января 1944 года маршем последовал по маршруту, указанному в приказе. 23 января получен приказ наступать в направлении Ляды через болото Гладкий Мох на выступ леса и Ильинский погост. После взятия Любани дивизия была отведена в армейский резерв для пополнения.

## Командный состав 1016-го стрелкового полка
- Зотов Александр Максимович (13.08.1941 - 21.03.1942)
- Петрунин Павел Николаевич (21.03.1942 - 01.04.1942)
- Юношев Александр Георгиевич (14.05.1942 - 13.09.1942)
- Беляев Владимир Васильевич (10.10.1942 - 22.11.1942)
- Соболь Иван Дорофеевич (19.11.1942 - 26.01.1944)
- Грабовский Иосиф Владимирович (26.01.1944 - 01.08.1944)
- Любаев Пётр Иванович (01.08.1944 - 22.08.1944)
- Ермолаев Иван Митрофанович (22.08.1944 - 24.03.1945)
- Зеленский Савва Калистратович (29.03.1945 - Нет данных)